# ابوعنان فارس
ابوعنان فارس (عربی: أبو عنان فارس بن علي؛ ۱۳۲۹ – ۱۰ ژانویه ۱۳۵۸) سلطان مرینیان مراکش از سال ۱۳۴۸ تا ۱۳۵۸ میلادی بود.